# Tân Mỹ, Ba Tri
Tân Mỹ là một xã thuộc huyện Ba Tri, tỉnh Bến Tre, Việt Nam.
Xã Tân Mỹ có diện tích 12,36 km², dân số năm 2000 là 4.368 người, mật độ dân số đạt 353 người/km².